# Deania
Deania é um género de tubarões esqualiformes de profundidade, pertencente à família Centrophoridae, caracterizado por incluir espécies que apresentam longos focinhos.

## Espécies
- Deania calcea (R. T. Lowe, 1839)
- Deania hystricosa (Garman, 1906)
- Deania profundorum (H. M. Smith & Radcliffe, 1912)
- Deania quadrispinosum (McCulloch, 1915)